# Új Világ (Hradzsin)

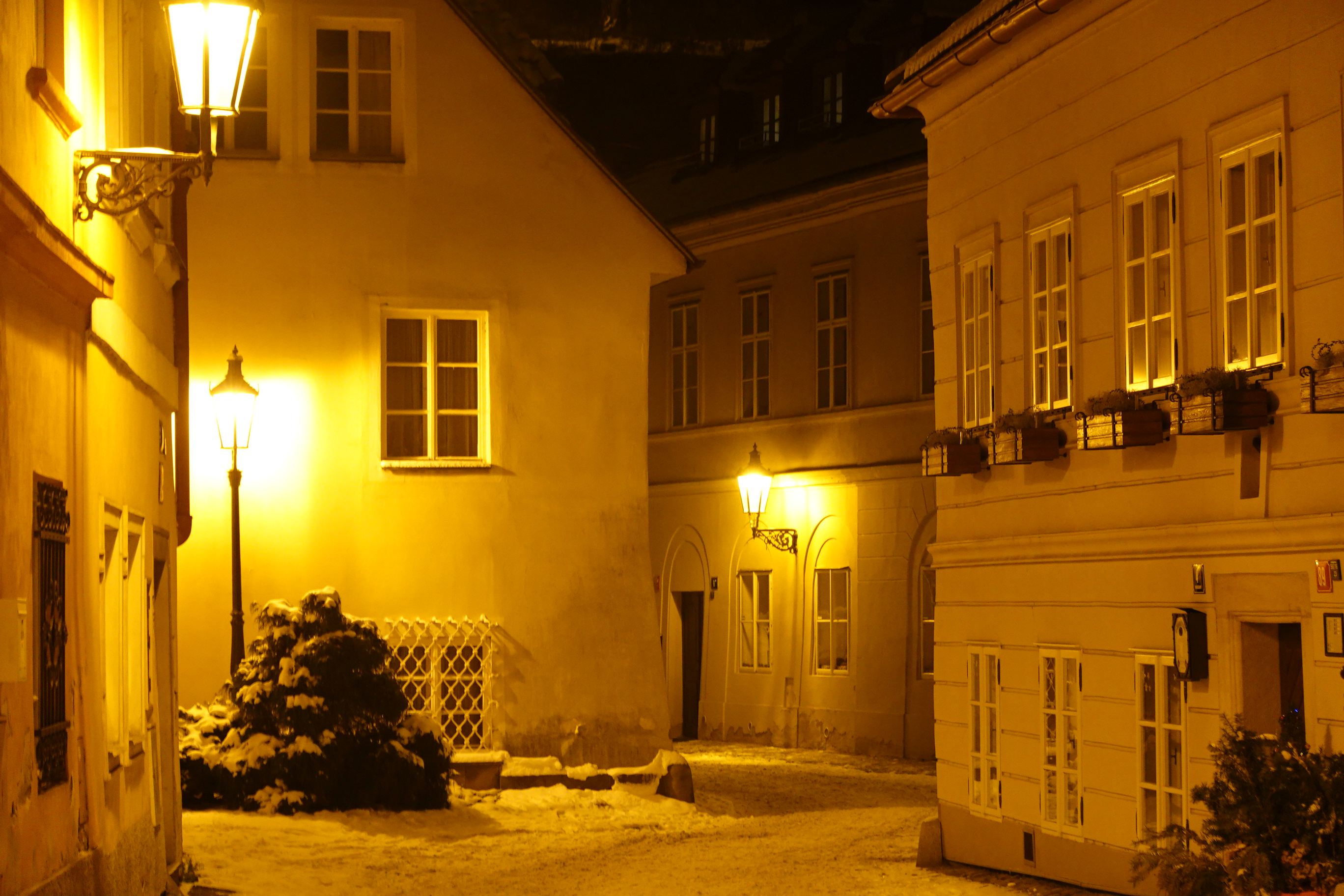
Lámpafénynél

Az Új Világ (Nový Svět) Prága Hradzsin városrészének egykori szegénynegyede. Mai értelmében ez lényegében az azonos nevű utca a Černín-palota kertjéből érkező Černín utca (Černínská ulice) és a kapucinus kolostor mentén kanyargó Kapucinus utca (Kapucínská ulice) között.
Egyes épületei önmagukban érdektelenek, de a negyed sajátos arculata műemléki érték.
Több nevezetes épület is áll itt:
- a 76/1. házban lakott egy ideig Tycho Brahe,
- a 77/3., a 18. század első felében épült házat — Ház az arany körtéhez — szép stukkók díszítik;
- a 90/25 — az az Arany ekéhez címzett — házban született 1859-ben František Ondříček, a nagy cseh hegedűművész.